# Sophus Mads Jørgensen
Sophus Mads Jørgensen (4. juli 1837 i Slagelse – 31. marts 1914 i København) var en dansk kemiker.
Jørgensen blev 1857 student fra Sorø Akademi, 1863 mag. scient, i kemi, 1869 Dr. phil. Han vikarierede 1864 som assistent ved universitetets kemi laboratorium; 1867 blev han bestyrer af Den polytekniske Læreanstalts kemi laboratorium (det nuværende DTU), 1871 tillige lektor i kemi ved Københavns Universitet, og fra 1887 (med anciennitet fra 1871) til 1908 virkede han tillige som professor i kemi. Under det første tiår af sin lærervirksomhed bearbejdede Jørgensen 3. bind og en stor del af 2. binds 2. Afd. af Gmelin-Krauts Handbuch der Chemie, dette hovedværk, der for alle kemikere verden over er et nødvendigt hjælpemiddel, og som for at gøre fuld nytte må være pålidelig indtil de mindste detaljer, hvad der da også kan siges med sandhed om de 1900 sider, som Jørgensen havde ansvaret for.[kilde mangler]
Jørgensen har udfoldet en betydningsfuld virksomhed som lærer, som videnskabsmand og som rådgiver i mange offentlige forhold. Hans store nøjagtighed, punktlighed og samvittighedsfuldhed har vist sig i alt, hvad han har haft med at gøre. Jørgensens videnskabelige produktion, der allerede begyndte 1865, omfatter en stor Rk. arbejder, af hvilke de fleste angår metalammoniakforbindelserne, og har skaffet ham ry også uden for Danmark; hans undersøgelser er gennemførte med stor stringens og fortrinlig teknik, og han hører ubestridelig til førerne på den uorganiske kemis område; hans omfattende viden også på kemiens øvrige områder viser sig i hans fortrinlige lærebøger såvel som ved hans forelæsninger, der er prægede af streng videnskabelig ånd.
Jørgensens omfattende kundskaber og hans betydelige evne til grundig at sætte sig ind i alle spørgsmål, ved hvis løsning kemikeren kan gøre god tjeneste, bevirkede, at der blev overdraget ham mange tillidshverv; fra 1870 var han medlem af "Sukkerkommissionen", 1871—1914 medlem af direktionen for Rosenborg Brøndanstalt, fra 1872 kemisk konsulent for toldvæsenet og senere medlem af "Farmakopékommissionen og formand i den af regeringen 1903 nedsatte "Gipskommission til varetagelse af bevaringen af de i statens museer beroende gipsafstøbninger; fra 1885 medlem af Carlsbergfondets direktion og Carlsberg Laboratoriums bestyrelse, i hvilken sidste institution han overtog formandspladsen 1889 efter kemikeren C.T. Barfoeds død, medens han i 1909 efter Edvard Holm overtog den for dansk åndsliv så betydningsfulde stilling som formand i Carlsbergfondets direktion; begge hverv varetog han til sin død.
I 1874 blev Jørgensens optaget som medlem af det Det Kongelige Videnskabernes Selskab, hvis matematisk-naturvidenskabelige klasse 1899 valgte ham til sin formand; han var tillige medlem af flere udenlandske lærde selskaber, og 1906 tildelte Académie des sciences i Paris ham både Lavoisier og Berthelot-medaljen som anerkendelse for hans videnskabelige arbejder. Han var Kommandør af 1. grad af Dannebrog og Dannebrogsmand.
Jørgensens talrige videnskabelige arbejder er offentliggjorte i Videnskabernes Selskabs oversigter og skrifter, Journal für praktische Chemie og Zeitschrift für anorganische Chemie; hans afhandling for doktorgraden: Overjodider af Alkaloiderne udkom 1869. Desuden har Jørgensen udgivet en lærebog i kvantitativ uorganisk analyse (1869), lærebog i organisk kemi (1880 og 1906) og Mindre Lærebog i uorganisk Kemi (1888) foruden Kemiens Grundbegreber (1902 og 1913).
Han er gengivet på P.S. Krøyers Industriens Mænd (1904).